# John Harsanyi
John Charles Harsanyi (lingua ungherese: Harsányi János Károly) (Budapest, 29 maggio 1920 – Berkeley, 9 agosto 2000) è stato un economista ungherese, vincitore del Premio Nobel per l'economia nel 1994, insieme a John Nash e Reinhard Selten.

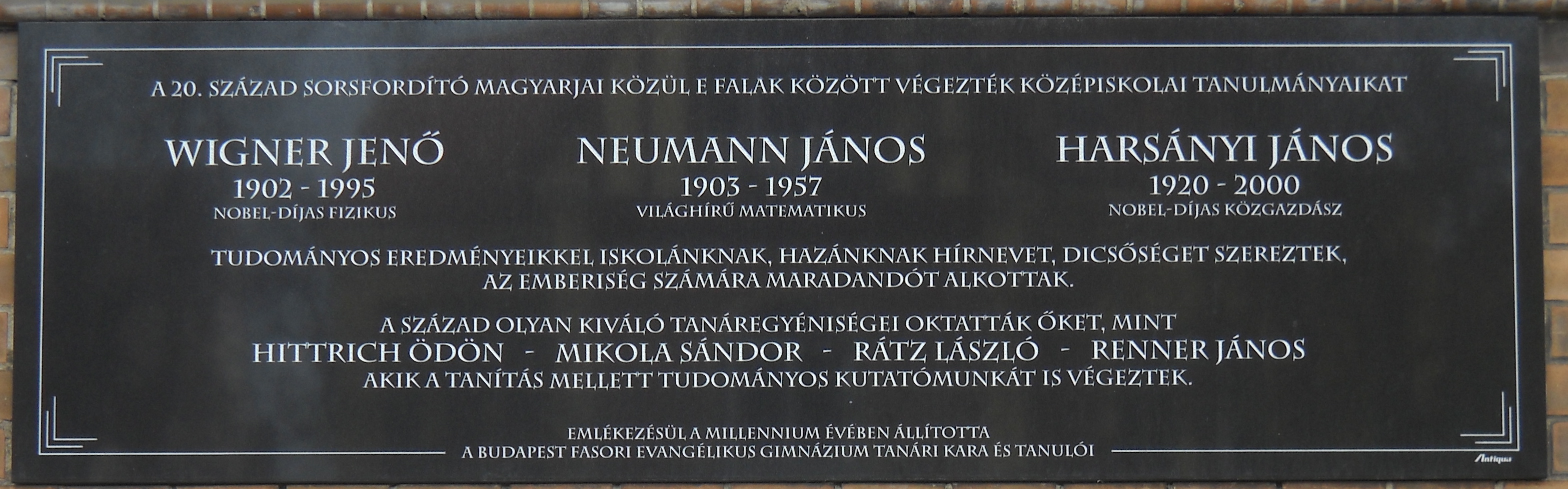

Gli studi che lo hanno reso celebre riguardano la teoria dei giochi e le sue applicazioni in campo economico, soprattutto per quel che riguarda le innovative analisi di giochi in caso di informazioni incomplete (cosiddetti giochi bayesiani, dal nome del matematico Thomas Bayes). Inoltre, contribuì notevolmente all'uso della teoria dei giochi e del ragionamento economico nella filosofia politica e morale (in particolare, nel campo dell'etica utilitarista) e allo studio della scelta degli equilibri, cioè dei motivi per i quali i partecipanti a un gioco raggiungono un equilibrio, piuttosto che un altro.

## Biografia
John Harsanyi frequentò il Fasori Gimnázium di Budapest, ove vinse il primo premio nella competizione di matematica per studenti delle scuole superiori. Sebbene volesse studiare matematica e filosofia, suo padre, proprietario di una farmacia,lo mandò in Francia nel 1939, affinché si iscrivesse al corso di ingegneria chimica all'Università di Lione. A causa dell'inizio della seconda guerra mondiale, Harsanyi tornò in Ungheria per studiare farmacologia all'Università di Budapest, ove si laureò nel 1944. In quanto studente di farmacologia, evitò la coscrizione nell'esercito ungherese, il che, in quanto discendente di una persona ebrea, avrebbe significato i lavori forzati. Nel 1944, con la caduta del regime di Miklós Horthy e la presa del potere da parte delle Croci Frecciate, fu costretto a entrare in un'unità per il lavoro forzato sul fronte orientale. Dopo sette mesi di lavori forzati, quando le autorità naziste decisero di deportare la sua unità in un campo di concentramento in Austria, Harsanyi riuscì a scappare e trovò rifugio in un monastero gesuita fino alla fine della guerra..
Alla fine della guerra, tornò all'Università di Budapest per studiare filosofia, e ottenne il diploma di dottorato di ricerca nel 1947. All'epoca, essendo un cattolico devoto, studiava anche teologia, e faceva parte dei ranghi inferiori dell'Ordine domenicano. In seguito, però, divenne ateo. Harsanyi trascorse il resto dell'anno accademico 1947-48 all'Istituto di sociologia dell'Università di Budapest, dove incontrò Anne Klauber, la sua futura moglie. Fu costretto a lasciare la facoltà a causa della sua contrarietà alla dottrina marxista, e la stessa Anne subì pressioni affinché lo lasciasse. Dopo aver gestito la farmacia di famiglia per due anni, a causa delle crescenti pressioni da parte delle autorità comuniste, decise di lasciare il paese. Nel 1950 emigrò con Anne e i suoceri, attraversando illegalmente il confine con l'Austria e recandosi, poi, in Australia. Qui, sposò Anne Klauber (1951).
A Sydney, mentre lavorava in una fabbrica, studiò economia ai corsi serali dell'Università di Sydney, dove conseguì il Master of Arts nel 1953. Nel periodo in cui studiò, iniziò a pubblicare le sue ricerche nelle riviste economiche specializzate, inclusi il Journal of Political Economy e la rivista Review of Economic Studies. Il titolo acquisito gli consentì di ottenere una cattedra all'Università del Queensland a Brisbane. Nel 1958 ottenne una borsa di studio (la Rockefeller scholarship), con la quale poté trascorrere i due anni successivi negli Stati Uniti d'America, presso l'Università di Stanford e, per un semestre, alla Cowles Foundation. A Stanford, Harsanyi scrisse una dissertazione in teoria dei giochi sotto la supervisione di Kenneth Arrow, e ottenne il secondo Ph. D. (1959), stavolta in economia, mentre sua moglie ottenne un Master of Arts in psicologia.
Dopo aver lavorato, per breve tempo, all'Università Nazionale Australiana a Canberra, si rese conto dello scarso interesse che circondava la teoria dei giochi in Australia. Con l'aiuto di Kenneth Arrow e James Tobin, riuscì a trasferirsi negli Stati Uniti, ottenendo la cattedra di economia alla Wayne State University di Detroit (1961 - 1963). Nel 1964, si trasferì all'Università di Berkeley, dove rimase fino alla pensione, cioè fino al 1990. Poco tempo dopo l'arrivo a Berkeley, egli e sua moglie ebbero un figlio, Tom. Durante il periodo di insegnamento, Harsanyi si dedicò fortemente alla ricerca nel campo della teoria dei giochi. Dal 1966 al 1968 fece parte di un team di studiosi di teoria dei giochi che avevano il ruolo di consiglieri dell'Agenzia per il controllo delle Armi e il Disarmo (Arms Control and Disarmament Agency) degli Stati Uniti, in collaborazione con Mathematica, un gruppo consultivo di Princeton, guidato da Harold Kuhn e Oskar Morgenstern.
Nel 2000, Harsanyi morì di infarto a Berkeley, dopo aver sofferto anche della malattia di Alzheimer.

## Opere principali
- John C. Harsanyi, Cardinal Utility in Welfare Economics and in the Theory of Risk-Taking, in Journal of Political Economy, 1953.
- John C. Harsanyi, Bargaining in Ignorance of the Opponent's Utility Function, in Journal of Conflict Resolution, 1962.
- John C. Harsanyi, Games with Incomplete Information Played by "Bayesian" Players, I-III. Part I. The Basic Model, in Management Science, vol. 14, n. 3, 1967,  pp. 159-182.
- John C. Harsanyi, Games with Incomplete Information Played by "Bayesian" Players, I-III. Part II. Bayesian Equilibrium Points, in Management Science, vol. 14, n. 5, 1968,  pp. 320-334.
- John C. Harsanyi, Games with Incomplete Information Played by "Bayesian" Players, I-III. Part III. The Basic Probability Distribution of the Game, in Management Science, vol. 14, n. 7, 1968,  pp. 486-502.
- John C. Harsanyi, Essays on Ethics, Social Behavior, and Scientific Explanation, Dordrecht, Reidel Publishing Company, 1976.
- John C. Harsanyi, Rational Behavior and Bargaining Equilibrium in Games and Social Situations, Cambridge, Cambridge University Press, 1977.
- John C. Harsanyi, Papers in Game Theory, Dordrecht, Reidel Publishing Company, 1982.
- John C. Harsanyi, Richard Selten, A General Theory of Equilibrium Selection in Games, Cambridge, MIT-Press, 1988.
- Amartya Sen, Bernard Williams, Utilitarismo e oltre, Milano, Il Saggiatore, 1984.(Con saggio di J. Harsanyi "Moralità e teoria del comportamento razionale", pp.51-80).